# Proscenium

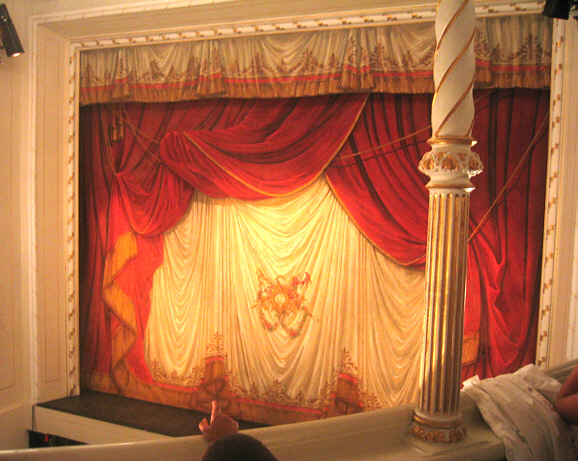
scena proscenium

Proscenium (gr. proskenion, fr. avant-scène), przedscenie – część sceny znajdująca się przed kurtyną w budynku teatralnym, wykorzystywana głównie w początkowej i końcowej części przedstawienia.
W starożytności określenie to stosowane było również w odniesieniu do podium (w teatrze greckim i rzymskim), na którym rozgrywała się akcja, tzw. proskeon.